# Anne Lawrence
Anne Alexandra Lawrence, född den 17 november 1950, är en amerikansk psykolog, sexolog och narkosläkare. Hon har i stor omfattning publicerat verk om transsexualitet och identifierar sig som en autogynefil transkvinna. Lawrence är medlem av American Medical Association och International Academy of Sex Research och finns också med i styrelsen för Society for the Scientific Study of Sexuality (SSSS), som ger ut kvartalsskriften Sexual Science.
Lawrence bor i Seattle, där hon bedriver privat praktik som sexterapeut.